# Unifeeder

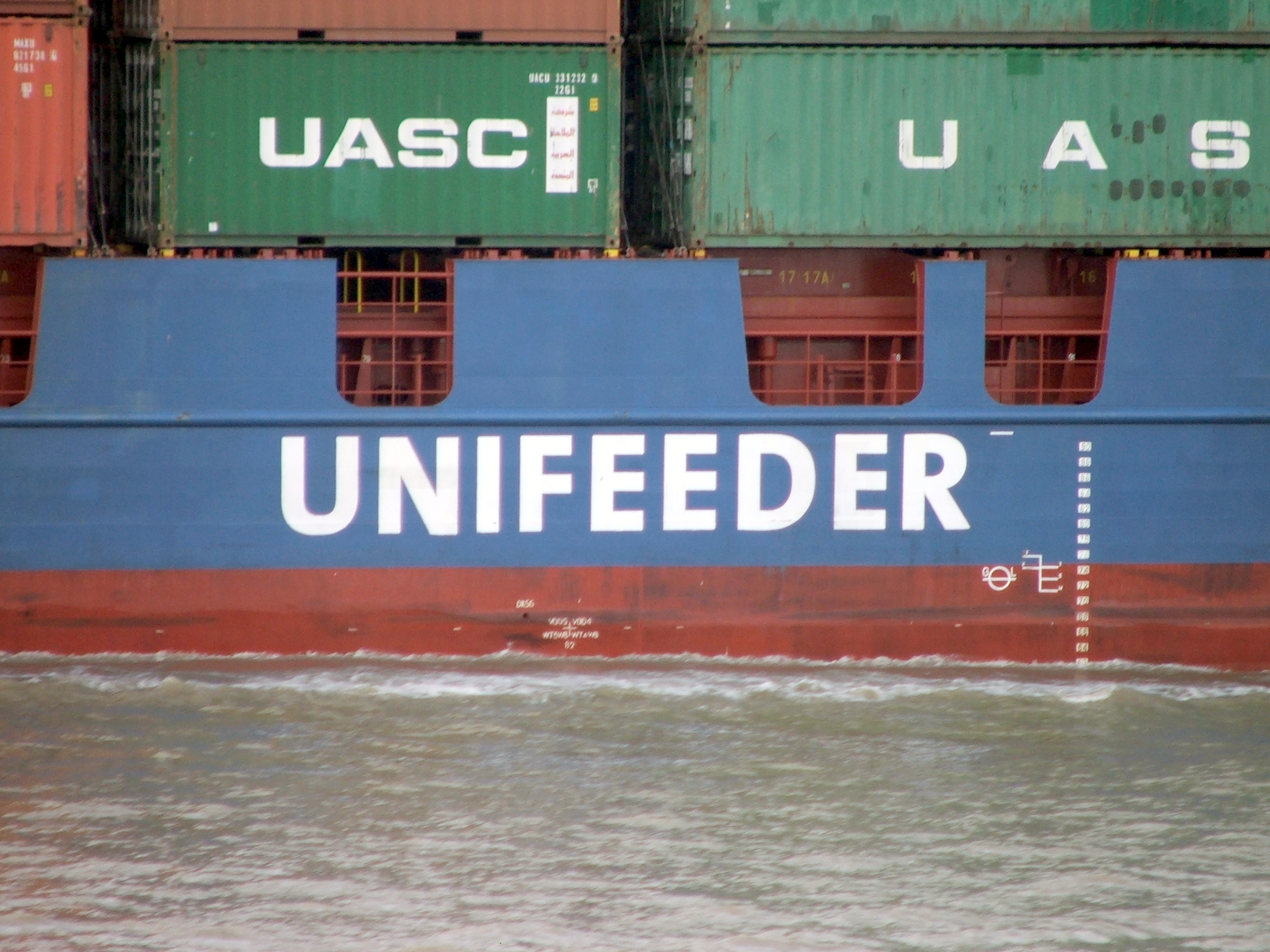
Seitenschriftzug eines Unifeeder-Schiffs

Das Transportunternehmen Unifeeder im  dänischen Aarhus ist das größte nordeuropäische Zubringerunternehmen für Container in der Schifffahrt.

## Beschreibung

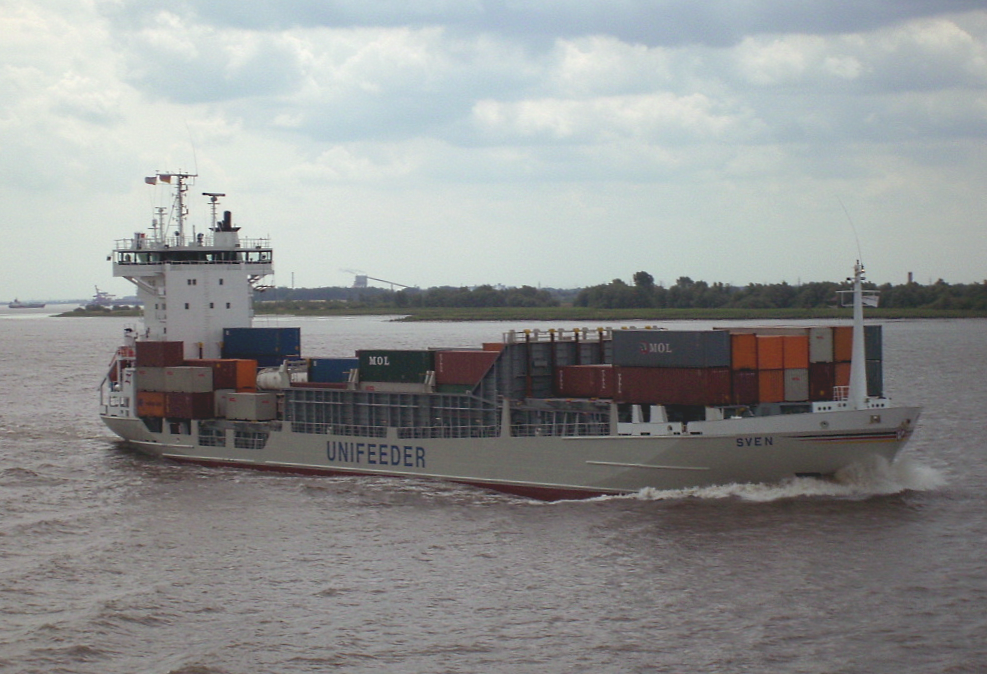
Feederschiff Sven auf der Unterelbe

Die Unifeeder A/S wurde im März 1977 von Peter Bohnsen und Tonny D. Paulsen als Schifffahrts- und Linienagentur gegründet. Das Unternehmen bietet unter anderem Transportdienstleistungen wie Speditionsdienste, Schiffsmaklerei und Containerleasing an. Das Hauptarbeitsgebiet des Unternehmens ist der Feederdienst und der Shortsea-Dienst mit Containern, der mit knapp 60 gecharterten Feederschiffen das größte nordeuropäische Zubringernetzwerk im Container-Kurzstreckenverkehr bietet. Darüber hinaus bietet Unifeeder auch einen weitergehenden Tür-zu-Tür-Dienst an, bei dem der komplette Transport organisiert wird.
Am Hauptsitz in Aarhus sind etwa 80 Mitarbeiter beschäftigt. Insgesamt arbeiten rund 300 Beschäftigte in zwölf Büros und in zehn europäischen Ländern. 2009 nahm Unifeeder knapp 256 Millionen Euro ein. Während der Marktschwäche Mitte der 2010er Jahre sank das Jahresergebnis auf rund elf Millionen Euro. Das Unternehmen war ab 2010 über Jahre Mitglied im ShortSeaShipping Inland Waterway Promotion Center.
Im Jahr 2013 übernahm Nordic Capital das Unternehmen für drei Milliarden Dänische Kronen und reorganisierte Unifeeder. 2017 hatte Unifeeder einen Umsatz von 510 Mio. Euro. Mit rund 60 Charterschiffen wurden etwa 3,2 Mio. TEU transportiert.
Im Sommer 2018 übernahm der Terminal-Betreiber DP World aus Dubai Unifeeder für 4,9 Milliarden Dänische Kronen (660 Millionen Euro) von Nordic Capital und weiteren Minderheitseignern. Unifeeder soll als eigenständiges Unternehmen weitergeführt werden. Ende 2019 erwarb Unifeeder 77 % der Anteile an der Feedertech-Gruppe in Singapur. Ende Mai 2022 legte DP World den Betrieb der beiden Tochterunternehmen P&O Ferrymasters und Unifeeder zusammen. Der weitere Betrieb wird unter der Marke P&O Ferrymasters weitergeführt.